# Próba jądrowa w Korei Północnej 12 lutego 2013 roku
Próba jądrowa w Korei Północnej – została przeprowadzona 12 lutego 2013 roku w miejscu uznawanym za poligon wojskowy oraz wywołała trzęsienie ziemi o sile 4,9 stopni w skali Richtera.

## Przebieg próby atomowej
W styczniu 2013 roku Korea Północna zapowiedziała przeprowadzenie prób jądrowych i rakietowych w proteście przeciwko rozszerzeniu międzynarodowych sankcji. 4 lutego zauważono bardzo dużą aktywność na poligonie wojskowym w Korei Północnej. 12 lutego została przeprowadzona próba atomowa zminiaturyzowanego ładunku wybuchowego, trzęsienie ziemi o sile 4,9 stopni w skali Richtera zarejestrowały ośrodki sejsmiczne, m.in. w Korei Południowej, Japonii, Chińskiej Republice Ludowej, Indonezji i Stanach Zjednoczonych. W dniu wykonania testu atomowego została ogłoszona możliwość kolejnych prób atomowych.

## Reakcje międzynarodowe
W reakcji na próbę jądrową Korea Południowa i siły Stanów Zjednoczonych stacjonujących na Półwyspie Koreańskim zostały wprowadzone w stan podwyższonego alarmu WATCHCON 2, jest to ostatni poziom przed wojną. Stany Zjednoczone zaangażowały się na rzecz ochrony Japonii, a także objęły ją parasolem atomowym. Korea Południowa przy granicy z Koreą Północną przeprowadziła ćwiczenia artylerii. 19 lutego przy wsparciu amerykańskich samolotów rozpoznawczych Korea Południowa rozpoczęła manewry morskie.